# Iran i olympiska vinterspelen 1998
Iran deltog med en deltagare vid de olympiska vinterspelen 1998 i Nagano. Landets deltagare erövrade ingen medalj.

## Alpin skidåkning
- Hassan Shemshaki